# Virginie Déjazet
Pour les articles homonymes, voir Déjazet.
Pauline Virginie Déjazet née le 30 août 1798 à Paris et morte le 1er décembre 1875 à Belleville, est une actrice française.
Elle a donné son nom au théâtre Déjazet, dont elle fut la propriétaire de 1859 à 1870.

## Biographie
Treizième et dernier enfant de modestes artisans, elle débute à l'âge de cinq ans comme danseuse sur un petit théâtre élevé, en 1802, dans le jardin de l’ancien couvent des Capucines:3, s'initie à la comédie avec sa sœur Thérèse, figurante à l'Opéra de Paris et débute, en 1806, au théâtre des Jeunes-Artistes de Robillon, situé et l’angle des rues de Bondy et de Lancry, dans Fanchon toute seule, vaudeville en un acte de Louis Ponet. Chaleureusement accueillie, elle dit, en quittant la scène : « La prochaine fois, je parlerai moins vite, pour que cela dure plus longtemps. »:4. Monvel lui prédit un grand avenir. À la suite d’un accident, Robillon, qui ne la payait pas, commence à lui verser six cents francs par an, mais elle abandonne bientôt, suivant les conseils de sa sœur, la rue de Bondy, pour débuter, le 16 avril 1807, au théâtre des Jeunes-Élèves de la rue de Thionville, dirigé par d’Hussenet. Mme Belmont l’ayant recommandée à Dumersan, celui-ci l’engage au théâtre du Vaudeville, après qu’un décret napoléonien a supprimé quantité de théâtres, dont les Jeunes-Artistes et les Jeunes-Élèves:7.
Au Vaudeville, confinée à des rôles d’enfants, elle végète dans neuf rôles d’enfant insignifiants, et doublant de temps en temps Mademoiselle Minette, jusqu’en février 1811, où elle incarne la fée Nabotte dans la Belle au bois dormant, féerie-vaudeville en deux actes de Bouilly et Dumersan. Au remplacement, à la direction du Vaudeville, de Barré par Désaugiers, le 20 septembre 1815, à l’occasion d’une tournée à Orléans, elle incarne Mlle d’Aubigné dans le Mariage de Scarron et Tiennette dans le Nouveau Pourceaugnac et se fait remarquer. De retour à Paris, réduite de nouveau à jouer les utilités, son engagement touchant à sa fin, sur les conseils de Gonthier, elle quitter le Vaudeville pour rejoindre les Variétés, dirigées par Brunet, au boulevard Montmartre:9.
Le 2 janvier 1817, elle débute dans le rôle de Suzette, dans Quinze ans d’absence, de Merle et Brazier, puis joue Félix, dans les Petits braconniers, ou les Écoliers en vacances. Jalouse de son succès, la maitresse de Brunet l’empêche de jouer. Après plusieurs mois d’attente, elle rompt son engagement. Un de ses anciens camarades du Vaudeville, Seveste, qui faisait en outre métier de correspondant dramatique, lui signale une place à prendre chez Charrasson, directeur des théâtres de Lyon. Partie en hâte, elle débute brillamment au théâtre des Célestins, en 1817, avec les Deux Pères, ou la leçon de botanique, puis les Brigands sans le savoir, Angéline et le Diable couleur de rose, avant de devoir quitter précipitamment la ville après avoir été menacée de mort par un admirateur, et passe à Bordeaux en 1820, mais n’y reste que neuf mois, le théâtre ayant fait faillite:13.
Delestre-Poirson, qui venait d’obtenir le privilège du théâtre du Gymnase, et qui voyageait pour compléter sa troupe, l’avait engagée quelque temps auparavant. Elle fait donc partie de la troupe du nouveau Gymnase, qui a ouvert le 23 décembre 1820, et débute dans le rôle de Marianne dans Caroline, où elle excelle dans les emplois de soubrettes. Elle incarne, ensuite, le lycéen Léon dans la Petite Sœur, créé le 6 juin 1821 et enchaine les rôles dans la Meunière, le Nouveau Pourceaugnac, la Loge du portier, Partie et revanche, les Grisettes, le Bureau de loterie, Rodolphe, les Femmes romantiques:14-5…
À la suite de l'engagement de Jenny Vertpré en 1827, elle préfère abandonner le Gymnase, devenu Théâtre de Madame, pour le théâtre des Nouveautés, auquel elle redonne vie en entrainant à sa suite de nombreux acteurs, et où elle débute dans le rôle de Catherine, dans le Mariage impossible, le 5 juin 1828, et joue pendant trois ans, notamment dans les Trois Catherine, Valentine, l’Enragée, le Marchand de la rue Saint-Denis, la Femme, le Mari et l’Amant, Jovial en prison, André le Chansonnier, Jean, et le Mari aux neuf femmes, et ses deux rôles favoris : le Fils de l’Homme et Bonaparte à l’école de Brienne, qui a remporté un grand succès:36, avant d’anticiper la faillite des Nouveautés, en passant au théâtre des Variétés, où elle débute avec le rôle de la grisette Herminie dans Ils n’ouvriront pas et le page Frédéric, dans l’Audience du Prince.
Dormeuil lui refusant obstinément une augmentation au Palais-Royal, elle fait ses adieux, le 1er mai 1844, dans Carlo et Carlin:47. Après un an de tournée à Lyon, Bordeaux, Orléans, Lille, Nantes, puis Bruxelles, et même Londres, Nestor Roqueplan lui propose un engagement de cinq années au théâtre des Variétés, où elle débute, le 24 février 1845, dans les Premières armes de Richelieu et enchaine, à nouveau, les rôles, jusqu’en juin 1850 où, ne pouvant s’entendre avec Milon-Thibaudeau, le successeur de Roqueplan, elle quitte les Variétés et repart en province, où Paul-Ernest, nommé directeur du Vaudeville, court après elle, la rejoint à Rouen et l’engage. En 1849, âgée de 52 ans, elle entame une liaison avec le jeune premier, Charles Fechter, alors âgé de 25 ans
Le 16 octobre 1850, elle reparait au théâtre de la Bourse, dans le Vicomte de Lélorières, puis dans la Douairière de Brionne jusqu’à ce que la faillite du directeur n’interrompe brusquement ses succès. Après un nouveau voyage en province, le Vaudeville ayant rouvert sous la direction de Lecourt, elle est rengagée à de hauts appointements. Après Ouistiti, le Marquis de Lauzun, Quand on va cueillir la noisette, les Rêves de Mathéus, son engagement est renouvelé pour deux ans, et Léon Gozlan écrit pour elle les Paniers de la comtesse, créé, le 27 novembre 1852.

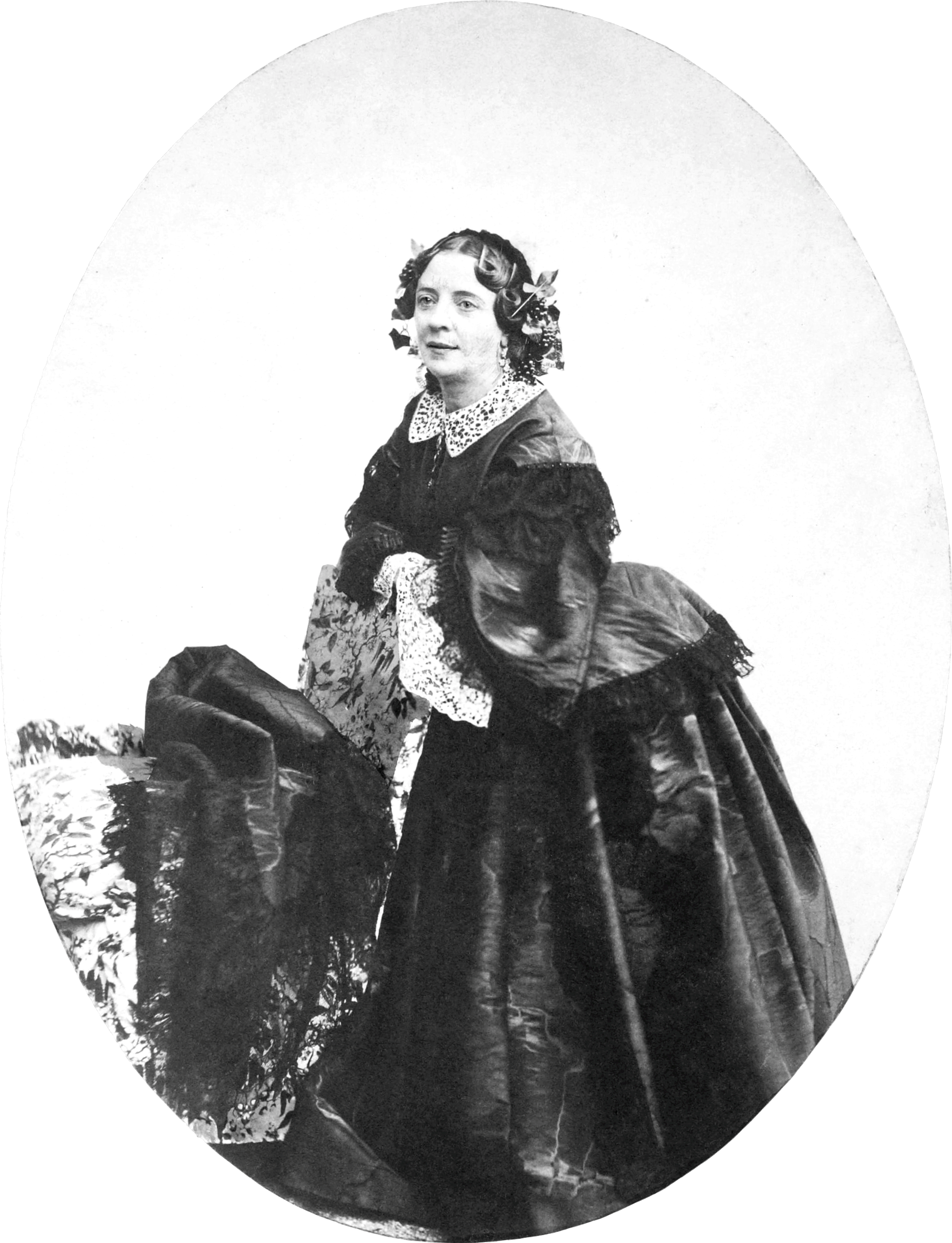
Virginie Déjazet en 1854.

À la suite d’un conflit avec Lecourt, elle demande et obtient la résiliation de son engagement, pour réapparaitre, le 22 novembre 1853, aux Variétés dans les Trois Gamins, de Vanderburch et Clairville avant de partir avec un des auteurs pour Dijon, Nice, Marseille, Lyon. En 1854, fatiguée de courir la province et désespérée de ne pouvoir trouver à Paris un engagement dans de bonnes conditions, elle se retire dans une petite maison de plaisance qu’elle possédait, à Seine-Port. C’est là que Léon de Brécourt lui a présenté le jeune dramaturge Victorien Sardou, qu’elle a installé à Seine-Port et traité comme son meilleur ami. C’est auprès d’elle qu’il a puisé ses premières inspirations et qu’il a écrit ses premières scènes.
En 1855, Déjazet a donné cent représentations du Sergent Frédéric au théâtre de la Gaité, et, le 16 octobre de la même année, le rôle de Richelieu au palais de Saint-Cloud. De 1855 à 1859, elle fait plusieurs apparitions au Palais-Royal, où elle reprend quelques uns de ses meilleurs rôles, et aux Variétés, où elle crée Roger Bontemps dans les Chants de Béranger, et le Capitaine Chérubin, dans la pièce de ce nom.
En novembre 1859, elle achète la petite scène des Folies-Nouvelles, au boulevard du Temple, et la renomme Folies-Déjazet pour la rouvrir, sous la direction de son fils Eugène, pour son protégé, Victorien Sardou. La pièce d’inauguration, les Premières Armes de Figaro, dont le principal rôle était réservé à Déjazet, due à Vanderburch et Sardou, alors uniquement connu comme spirite, a été un succès.
Elle se retire de la scène en 1868, avant d'y remonter en 1874. En effet, plusieurs personnalités du monde artistique – dont Victorien Sardou – se sont alors associées pour organiser un « bénéfice » à son intention, qui lui rapporte 60 000 francs pour une représentation.

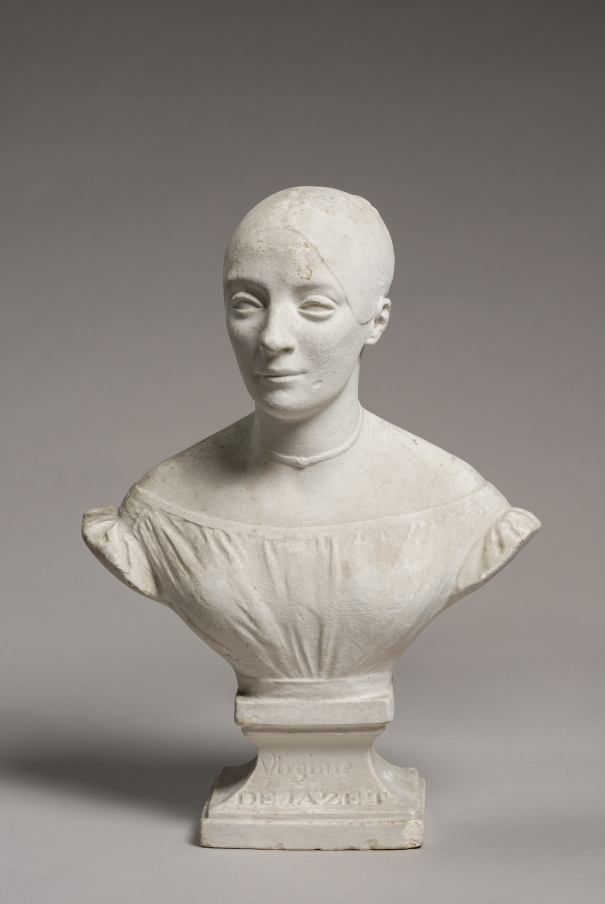
DANTAN Jean-Pierre, Virginie Déjazet, 1836, plâtre, 25 x 18 x 9 cm. Nemours, Château-Musée, 1907.78.1

À sa retraite, en 1869, le ministère de l’Instruction publique et des Beaux-Arts lui a fait une retraite de 2 000 francs. La même année, Napoléon III lui aurait attribué une pension de 2 000 francs,.
Eugène Pierron a dit d’elle : « Son extraordinaire vivacité, son esprit, son talent, et sa capacité à dire ambiguïtés de telle sorte qu’elles lui soient pardonnées, et une indescriptible espièglerie de tout son être contribuèrent à en faire l’une des étoiles les plus brillantes de la scène parisienne. » Ses bons mots, réparties, saillies étaient, en effet, célèbres. 
Le chanteur d'opéra Antoine Ponchard disait d'elle : « Déjazet peut prétendre au premier rang de nos chanteuses... La nature ne lui a donné qu’un filet de voix, mais elle s’en sert avec une adresse incroyable, un art infini. Jamais je n’ai rencontré une meilleure méthode, plus de style et plus de goût; rien n’y manque, c’est la musique incarnée que cette petite femme ; je n’ai entendu que mon maître Garat chanter ainsi... ».
Déjazet avait une vision lucide de son talent. Dans ses souvenirs, Hugues Bouffé rapporte ce jugement : « Je sais ce que je vaux, il faut bien que j’aie quelque talent pour obtenir depuis si longtemps les suffrages du public ; il y aurait fausse modestie de ma part à dire le contraire, on ne me croirait pas d’ailleurs. Oui, je suis l’enfant gâté du public, un vieil enfant, si vous voulez, mais qu’il a la bonté de trouver toujours jeune, ce dont je lui suis très reconnaissante. Cette bonté, croyez-le bien, ne m’aveugle pas, je sais le rang qui m’est assigné parmi nos sommités artistiques, et quoique de trop aimables biographes aient bien voulu pousser la galanterie jusqu’à dire que j’étais la plus grande comédienne de notre siècle, semblable prétention n’est jamais entrée dans mon esprit ni dans mon cœur. Quels titres donneraient-ils donc alors à Mars, à Georges, à Dorval, à Rachel, à Allan, à Rose Chéri, à Plessy ? — Voilà celles que l’on peut appeler les vraies grandes comédiennes de ce temps! Quant à moi, je me contente de la part que le public veut bien me faire ; elle est assez belle, je crois, pour me préserver de toute autre ambition... ».
À un éditeur qui l’engageait à publier ses mémoires, elle a refusé, répondant : « À tort ou à raison, on m’a fait une réputation d’esprit, vous ne voudriez pas me la faire perdre. » À une demande plus sérieuse, elle a répondu : « Je n’ai ni assez de vices pour piquer la curiosité, ni assez de vertus pour prétendre à l’admiration. »:64 En 1837, l’acteur Raucourt a donc publié, en livraisons anonymes, sous le titre de Perroquet de Déjazet, un recueil authentique de ses bons mots.
Le 2 octobre 1874, s’étant rendue à la réunion de la quatrième société du Caveau, sur la proposition d’Eugène Grangé, l’assemblée lui décerne à l’unanimité la présidence honoraire, vacante par la mort de Jules Janin. Elle sera, avec la chanteuse Thérésa, l’une des deux membres féminins de l’histoire du Caveau.
Elle repose au cimetière du Père-Lachaise, avec les deux enfants, qu’elle avait eus d’Adolphe Charpentier, Eugène et Hermine, morte le 18 décembre 1877, connue comme chanteuse et pour une composition.

## Rôles

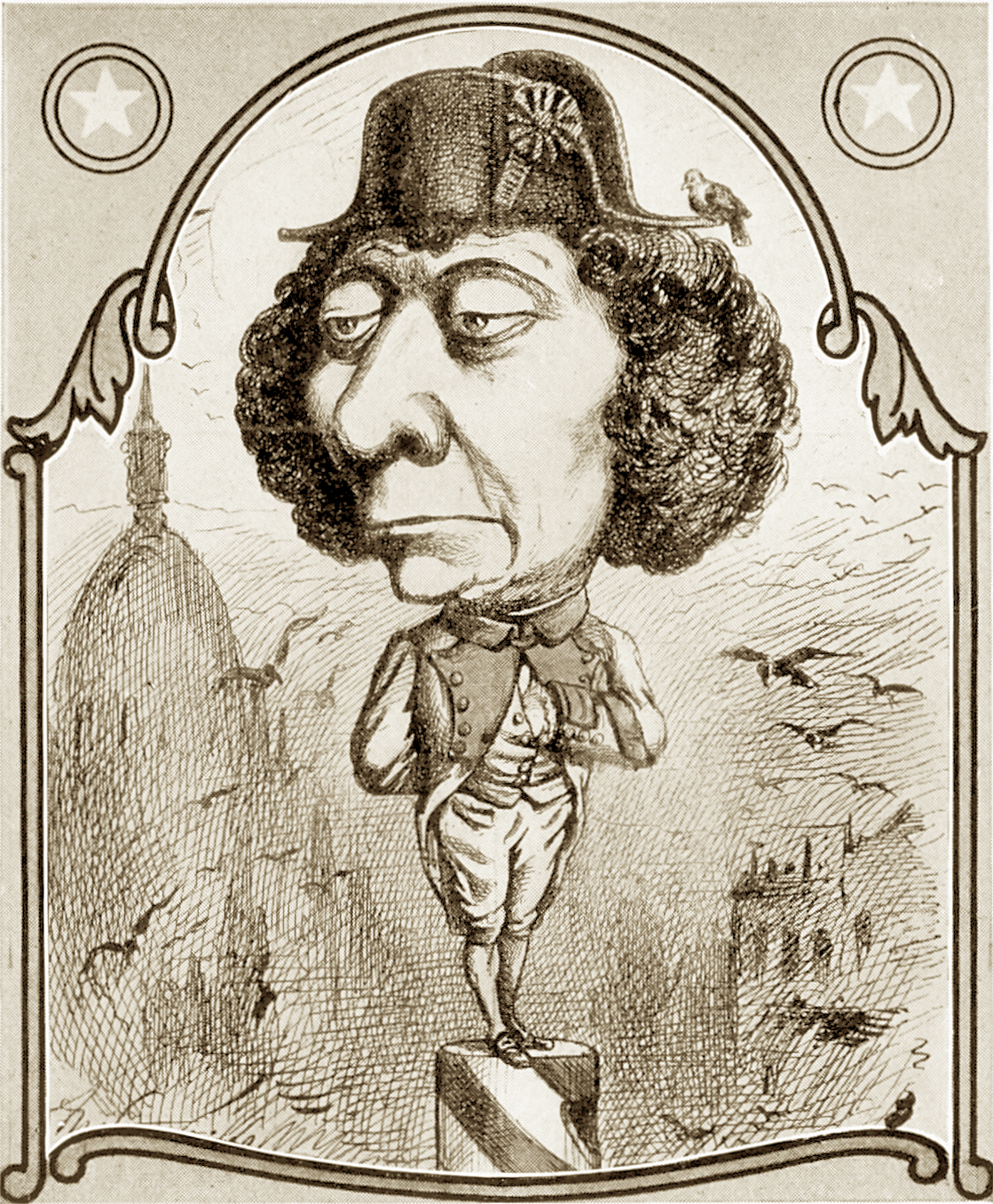
Virginie Dejazet dans Bonaparte à Brienne par André Gill.

- 1823 : La Loge du portier d'Eugène Scribe et Édouard Mazères, Théâtre du Gymnase.
- 1823 : Le Confident d'Eugène Scribe et Mélesville, Théâtre du Gymnase.
- 1828 : Le Mariage impossible de Mélesville et Pierre-Frédéric-Adolphe Carmouche, Théâtre des Variétés.
- 1829 : Les Aventures et voyages du petit Jonas d'Eugène Scribe et Jean-Henri Dupin, Théâtre des Nouveautés.
- 1829 : Isaure de Théodore Nézel, Benjamin Antier et Francis baron d'Allarde, Théâtre des Nouveautés.
- 1830 : Le Bal champêtre au cinquième étage ou Rigolard chez lui d'Emmanuel Théaulon et Achille Grégoire, Théâtre des Nouveautés.
- 1830 : Les Trois Catherine de Paul Duport et Édouard Monnais, Théâtre des Nouveautés.
- 1831 : L'Audience du Prince de Charles de Livry, Anicet Bourgeois et Ferdinand de Villeneuve, Théâtre du Palais Royal.
- 1831 : Le Philtre champenois de Mélesville et Nicolas Brazier, Théâtre du Palais Royal.
- 1831 : Le Tailleur et la fée ou les Chansons de Béranger de Joseph Langlé, Émile Vanderburch et Philippe-Auguste-Alfred Pittaud de Forges, Théâtre du Palais Royal.
- 1831 : L'Enfance de Louis XII ou la Correction de nos pères d'Antoine Simonnin et Mélesville, Théâtre du Palais Royal.
- 1832 : Vert-Vert d'Adolphe de Leuven et Philippe-Auguste-Alfred Pittaud de Forges, Théâtre du Palais Royal.
- 1833 : Sophie Arnould d'Adolphe de Leuven, Philippe-Auguste-Alfred Pittaud de Forges et Philippe-François Dumanoir, Théâtre du Palais Royal.
- 1833 : Le Mariage de Figaro de Beaumarchais, Comédie-Française (rôle de Chérubin). Représentation donnée au bénéfice de Mlle Duchesnois, avec notamment Mlle Mars et Marie Dorval[20].
- 1834 : Les Charmettes de Jean-François Bayard, Philippe-Auguste-Alfred Pittaud de Forges et Émile Vanderburch, Théâtre du Palais Royal.
- 1834 : Le Triolet bleu de Ferdinand de Villeneuve et Michel Masson, Théâtre du Palais Royal.
- 1834 : Judith et Holopherne d'Emmanuel Théaulon, Armand-Joseph Overnay et Théodore Nézel, Théâtre du Palais Royal.
- 1834 : Frétillon ou La Bonne Fille de Jean-François Bayard et Alexis Decomberousse, Théâtre du Palais Royal.
- 1835 : Les Beignets à la cour de Benjamin Antier et Hyacinthe-Jacques de La Motte Ango, Théâtre du Palais Royal.
- 1835 : La Croix d'or de Charles Dupeuty et Michel-Nicolas Balisson de Rougemont, Théâtre du Palais Royal.
- 1835 : La Périchole ou La Vierge du soleil d'Emmanuel Théaulon et Philippe-Auguste-Alfred Pittaud de Forges, Théâtre du Palais Royal.
- 1835 : La Fiole de Cagliostro d'Anicet Bourgeois, Philippe-François Dumanoir et Édouard Brisebarre, Théâtre du Palais Royal.
- 1836 : Les Chansons de Desaugiers de Frédéric de Courcy et Emmanuel Théaulon, Théâtre du Palais Royal.
- 1836 : La Marquise de Prétintaille de Jean-François Bayard et Philippe-François Dumanoir, Théâtre du Palais Royal (rôle de la Marquise de Prétintaille).
- 1836 : L'Oiseau bleu de Jean-François Bayard et Antoine-François Varner, Théâtre du Palais Royal.
- 1836 : Madame Favart de Michel Masson et Saintine, Théâtre du Palais Royal.
- 1837 : La Comtesse du tonneau ou Les Deux Cousines d'Emmanuel Théaulon et Alexis Decomberousse, Théâtre du Palais Royal.
- 1837 : Le Café des comédiens d'Hippolyte Cogniard et Théodore Cogniard, Théâtre du Palais Royal.
- 1837 : Suzanne d'Eugène Guinot, Roger de Beauvoir et Mélesville, Théâtre du Palais Royal.
- 1838 : La Maîtresse de langues d'Adolphe de Leuven, Henri de Saint-Georges et Philippe-François Dumanoir, Théâtre du Palais Royal.
- 1838 : Mademoiselle Dangeville de Ferdinand de Villeneuve et Charles de Livry, Théâtre du Palais Royal.
- 1838 : Les Deux Pigeons de Michel Masson et Saintine, Théâtre du Palais Royal.
- 1839 : Rothomago, revue d'Hippolyte Cogniard et Théodore Cogniard, Théâtre du Palais Royal.
- 1839 : Nanon, Ninon et Maintenon ou Les Trois Boudoirs d'Emmanuel Théaulon, Jean-Pierre Lesguillon et Achille d'Artois, Théâtre du Palais Royal.
- 1839 : Argentine de Gabriel de Lurieu, Charles Dupeuty et Michel Delaporte, Théâtre du Palais Royal.
- 1839 : Les Premières Armes de Richelieu de Jean-François Bayard et Philippe-François Dumanoir, Théâtre du Palais Royal.
- 1840 : Indiana et Charlemagne de Jean-François Bayard et Philippe-François Dumanoir, Théâtre du Palais Royal.
- 1841 : Mademoiselle Sallé de Jean-François Bayard, Philippe-François Dumanoir et Saintine, Théâtre du Palais Royal.
- 1841 : Le Vicomte de Létorières de Jean-François Bayard et Philippe-François Dumanoir, Théâtre du Palais Royal (rôle du Vicomte de Létorières).
- 1842 : Le Capitaine Charlotte de Jean-François Bayard et Philippe-François Dumanoir, Théâtre du Palais Royal.
- 1842 : Deux-Ânes de Mélesville et Pierre-Frédéric-Adolphe Carmouche, Théâtre du Palais Royal.
- 1844 : Carlo et Carlin de Mélesville et Philippe-François Dumanoir, Théâtre du Palais Royal.
- 24 février 1845 : Les Premières Armes de Richelieu, de Philippe-François Dumanoir et de Jean-François Bayard, Théâtre des Variétés.
- 1846 : Gentil-Bernard ou L'Art d'aimer de Philippe-François Dumanoir et Clairville, Théâtre des Variétés (rôle de Gentil Bernard).
- 1847 : L'Enfant de l'amour ou Les Deux Marquis de Saint-Jacques, ou Saint-Jacques de Jean-François Bayard et Eugène Guinot, Théâtre des Variétés.
- 1850 : Lully ou Les Petits Violons de Mademoiselle de Philippe-François Dumanoir et Clairville, Théâtre des Variétés.
- 1853 : Les Trois Gamins d'Émile Vanderburch et Clairville, Théâtre des Variétés.
- 1855 : Le sergent Frédéric de Louis-Émile Vanderburch et Dumanoir, comédie-vaudeville en cinq actes, Théâtre de la Gaîté (rôle de Charles Frédéric).
- 1860 : Monsieur Garat de Victorien Sardou, Théâtre du Palais Royal.
- 1870 : Les Pistolets de mon père de Charles-Marie Flor O'Squarr, Théâtre Déjazet.